# 8557 Šaroun
8557 Šaroun eller 1995 OK är en asteroid i huvudbältet som upptäcktes den 23 juli 1995 av den tjeckiske astronomen Lenka Šarounová vid Ondřejov-observatoriet. Den är uppkallad efter upptäckarens far, Jaroslav Šaroun.
Den tillhör asteroidgruppen Vesta.